# Altetopfstraße 17 (Quedlinburg)

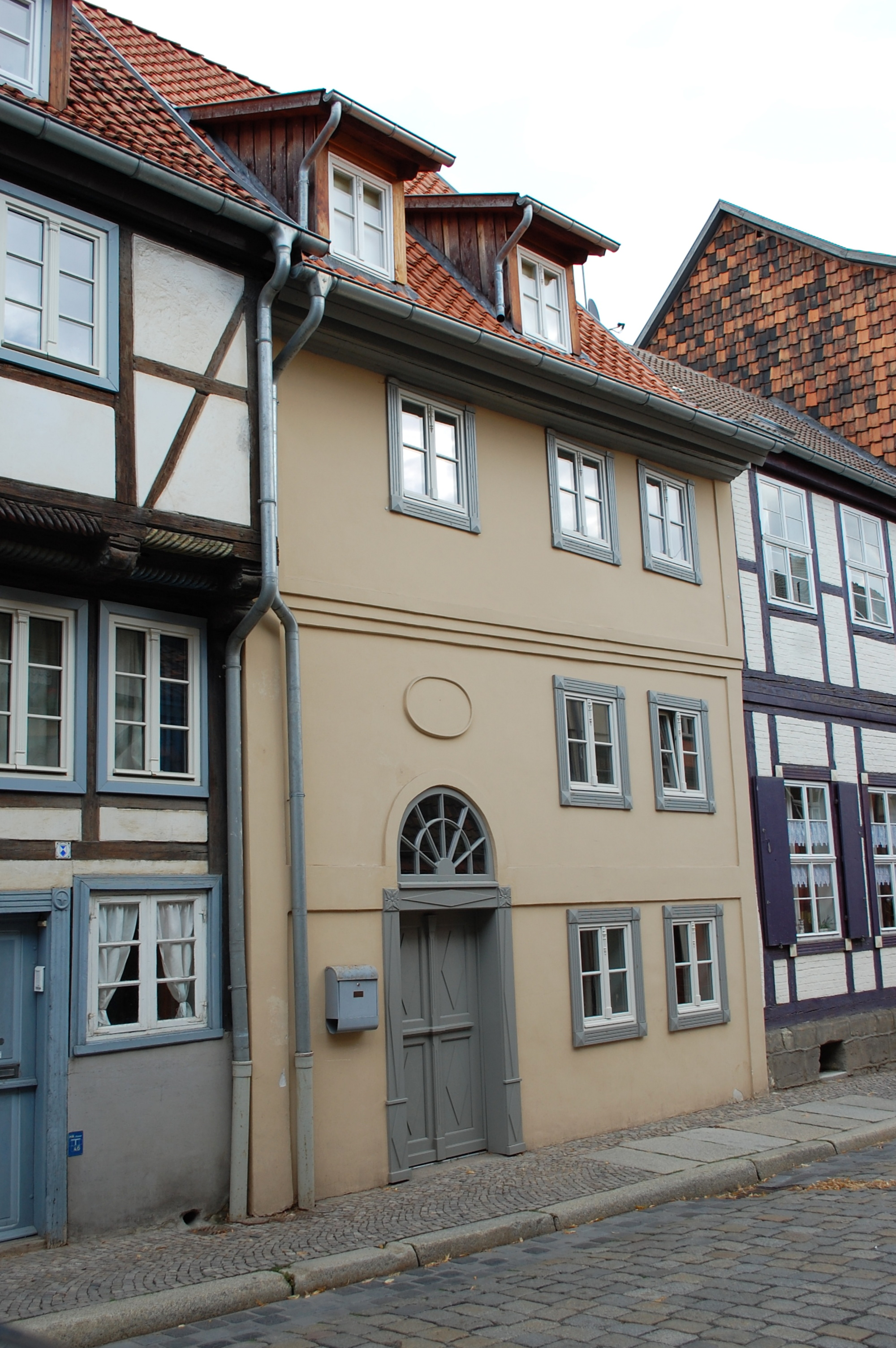
Haus Altetopfstraße 17

Das Haus Altetopfstraße 17 ist ein denkmalgeschütztes Gebäude in der Stadt Quedlinburg in Sachsen-Anhalt.

## Lage
Das Gebäude befindet sich südlich der historischen Quedlinburger Altstadt. Westlich grenzt das gleichfalls denkmalgeschützte Haus Altetopfstraße 16, östlich das Haus Altetopfstraße 18 an. Es ist im Quedlinburger Denkmalverzeichnis als Ackerbürgerhof eingetragen und gehört zum UNESCO-Weltkulturerbe.

## Architektur und Geschichte

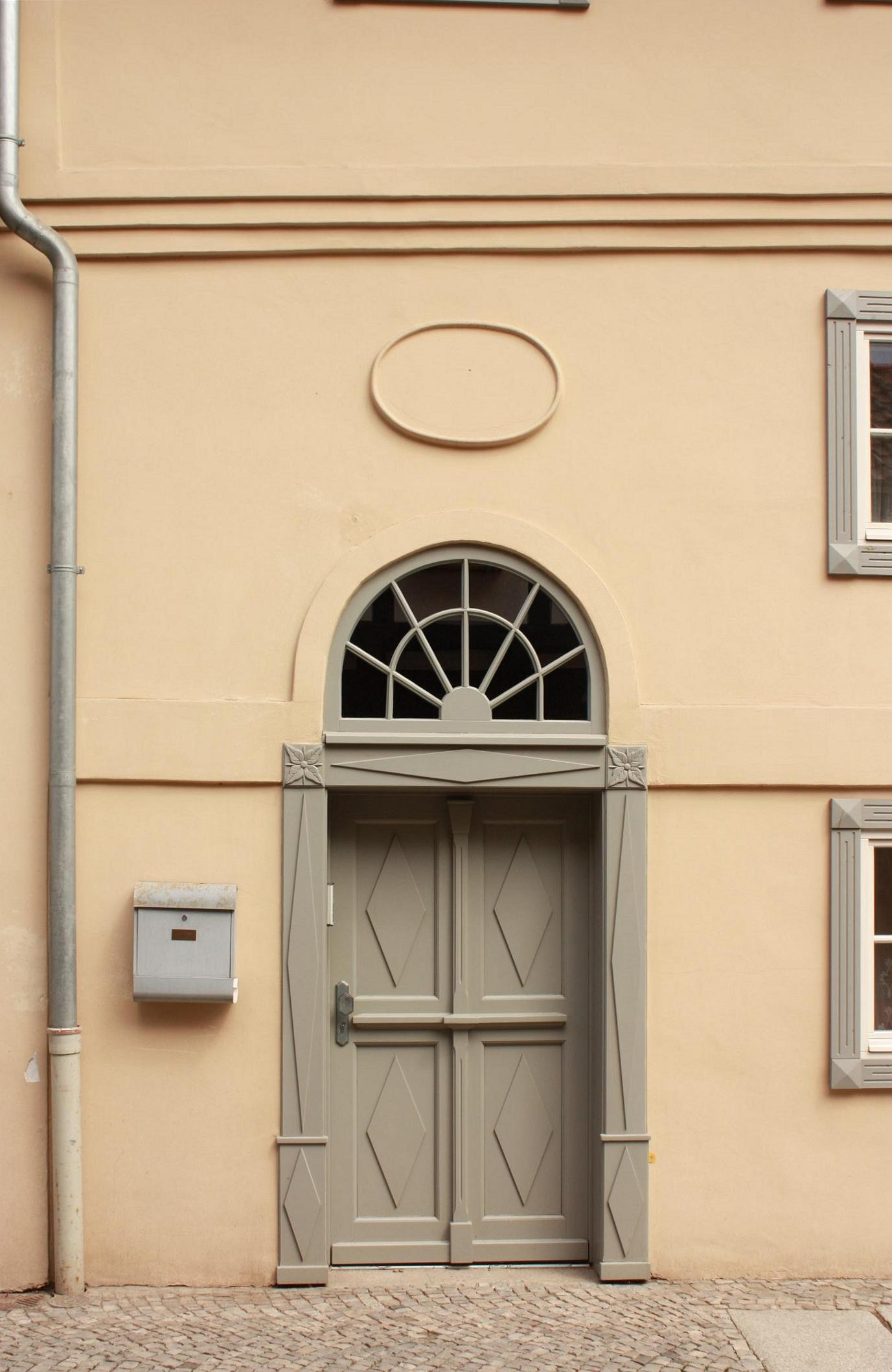
Die Haustür

Die Entstehung des zweigeschossigen Fachwerkhauses wird in seinem Kern für die zweite Hälfte des 16. Jahrhunderts vermutet. Im unteren Geschoss besteht ein Zwischengeschoss. In der Zeit um 1800 erfolgten Umbauten. Auch in späterer Zeit wurde das Erscheinungsbild verändert. Heute präsentiert es sich verputzt.
Auf dem Hof des Anwesens befindet sich auf der Nordseite, zur Wallstraße hin, ein um 1800 entstandenes Torgebäude.